# 화실

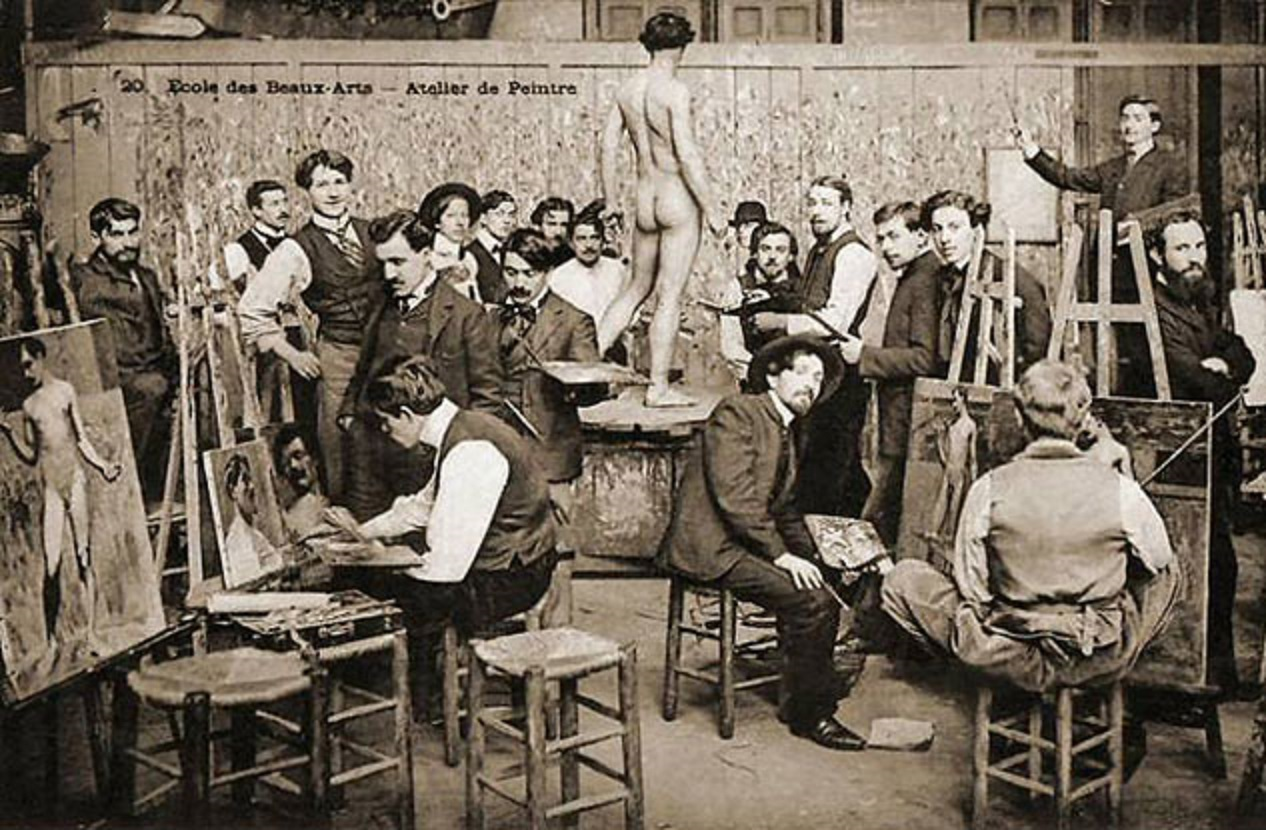
19세기 말 프랑스의 화실. 화가들이 모여 워크샵을 갖고 있다.

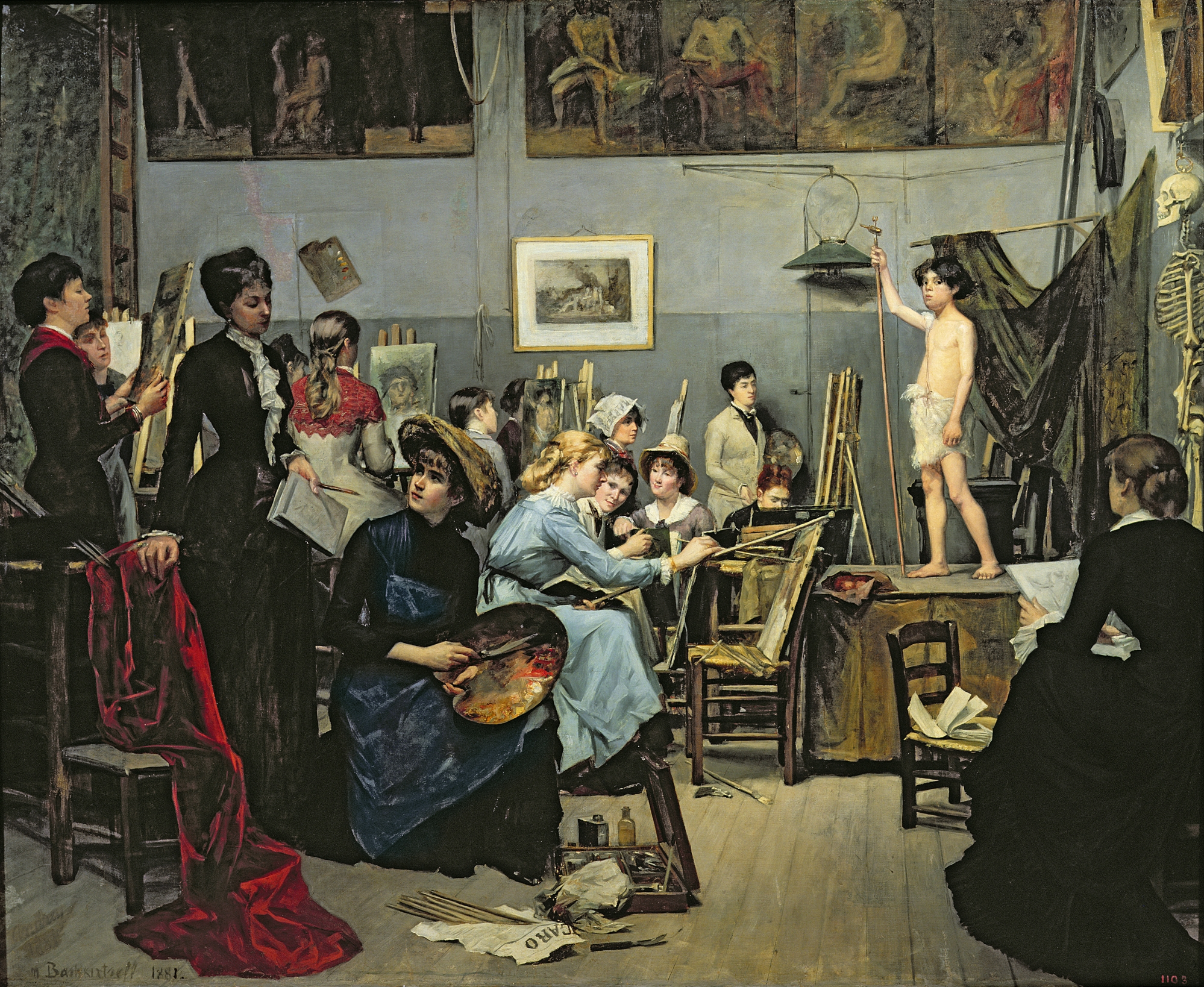
줄리안느 아카데미에 있던 토니 로버트 플루리의 화실에서 열린 여성을 위한 미술교실. 마리 바시키르체프의 그림 (1881년)

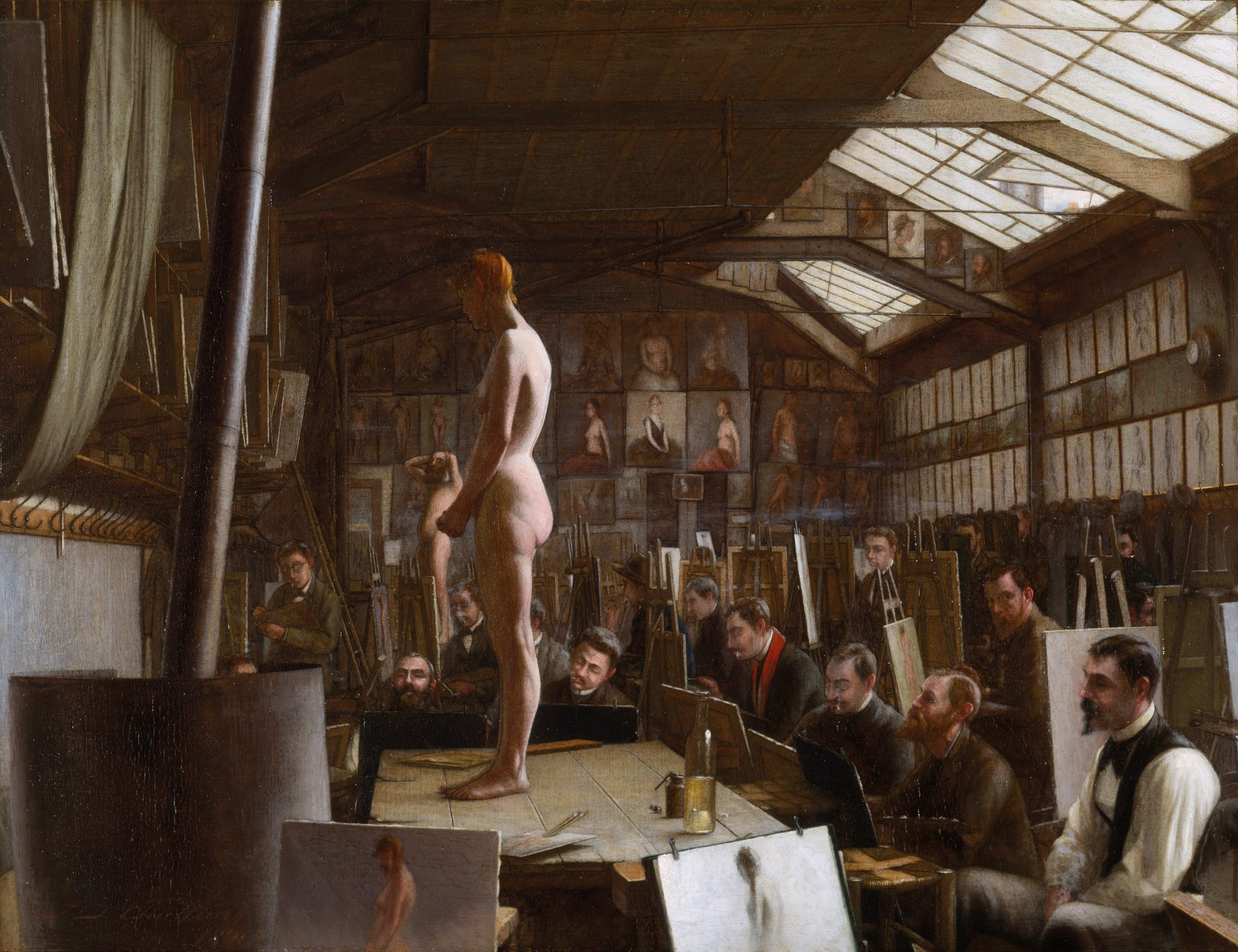
줄리안느 아카데미에 있던 윌리암 아돌프 부그로의 화실. 제퍼슨 데이비드 찰 판트의 그림 (1891년)

화실(畵室)은 대개 화가 개인의 이름으로 운영되는 미술 작업을 위한 작업실 겸 스튜디오이다. 학생을 모아 미술 교육을 하기도 하고 조수나 견습생을 모아 작품을 제작하기도 한다. 아틀리에(atelier)라고도 부른다.
유럽에서 미술품 제작을 위한 작업실의 운영은 중세부터 이어진 일반적인 관행이었다. 중세 유럽에서는 이러한 방식으로 길드를 운영하여 작품을 제작하고 도제 교육을 통해 화가를 배출하였다. 어려서 견습을 시작한 도제는 몇 년 후 직인이 되었고 그 가운데 일부는 마스터가 되어 길드 운영에 참여하였다. 근세에 이르러 화가의 배출은 아카데미 체계로 재편되었는데 화가가 되고자 하는 학생은 아카데미에 등록하고 학비를 지불하여 전문가로부터 교육을 받았다.
19세기 중반부터 전문 화가는 화실을 열고 학생을 받아 미술 교육을 진행하였다. 당시 아틀리에라는 말은 화가뿐만 아니라 패션 디자이너나 헤어 스타일리스트 등이 운영하는 작업장도 두루 포함하는 말이었다. 아틀리에 학교는 전세계, 특히 북미와 서유럽에서 일반적인 방식이다.
아틀리에 교육은 학생들에게 다양한 방법의 표현 기법을 훈련시킨다. 교육 과정에는 전통적으로 누드 아트 과정이 포함되어 있다.

## 같이 보기
- 줄리안느 아카데미